# Anew
『anew』（アニュー）は、andropの通算1枚目のアルバムである。2009年12月16日にrespireから発売された。

## 概要
2008年に結成されたandropのキャリア初のアルバム。
パッケージは紙ジャケットのみの簡素なもので、歌詞カードも封入されていない。
本作発売から約9年後の2019年1月26日に下北沢GARAGEにて『HMV GET BACK SESSION androp「anew」LIVE』が開催され、andropが本作の収録曲を収録曲順通りに演奏し再現した。同公演のリハーサルの模様が2019年2月27日にリリースされたシングル『Koi』の初回限定盤DVDに収録されている。

## 収録曲
1. Roots [2:10]
PV監督は須藤カンジ。
2. Tonbi [3:23]
PV監督は高橋健人。
3. Image Word [4:45]
三木孝浩監督のショート･ムービー「空色物語」の「虹とシマウマ」主題歌。
本作発売から10年目にあたる2019年の2月27日にリリースされたシングル『Koi』の初回限定盤に内澤による弾き語りバージョンが収録された。
4. Nam(a)e [3:36]
5. Halo [2:50]
6. Te To Te [4:29]
7. Basho [3:54]